# PEOPLEnet CUP
PEOPLEnet Cup — професійний тенісний турнір серії Челенджер, який проводили у межах АТР-Туру з 2003 до 2008 року. Турнір проходив на закритих кортах тенісного клубу «Мегарон» у Дніпрі, Україна. Був найбільшим представницьким тенісним турніром в Україні, його призовий фонд складав $125,000.

## Фінали

### Одиночний турнір
| Рік  | Чемпіон          | Фіналіст         | Рахунок             |
| ---- | ---------------- | ---------------- | ------------------- |
| 2003 | Ираклі Лабадзе   | Харел Леві       | 6-3, 3-6, 6-1       |
| 2004 | Андре Павел      | Кароль Кучера    | w/o                 |
| 2005 | Дік Норман       | Реймон Слайтер   | 7-6(2), 6-7(2), 6-3 |
| 2006 | Дмитрій Турсунов | Бенджамін Бекер  | 7-6(7), 6-4         |
| 2007 | Міша Зверєв      | Дмитрій Турсунов | 6-4, 6-4            |
| 2008 | Фабріс Санторо   | Віктор Ханеску   | 6-2, 6-3            |